# پی-۳۵
P-35 (به انگلیسی: Seversky_P-35) یک هواگرد از نوع هواپیمای جنگنده ساخت شرکت Seversky است. هواگرد P-35 نخستین پروازش را در ۱۵ اوت ۱۹۳۵ میلادی انجام داد. این هواگرد در سال ۱۹۳۷ میلادی رسماً معرفی گردید. در مجموع، تعداد 196 (inc. export) فروند از این هواگرد ساخته شده‌است.